# Ketapangia regulifera
Ketapangia regulifera är en fjärilsart som först beskrevs av Edward Meyrick 1933.  Ketapangia regulifera ingår i släktet Ketapangia och familjen styltmalar.
Artens utbredningsområde är:
- Filippinerna.
- Taiwan.

Inga underarter finns listade i Catalogue of Life.